# 17039 Yeuseyenka
A 17039 Yeuseyenka (ideiglenes jelöléssel 1999 FN26) a Naprendszer kisbolygóövében található aszteroida. A LINEAR projekt keretében fedezték fel 1999. március 19-én.